# Sibynophis triangularis
Espèce
Statut de conservation UICN

 NT  : Quasi menacé
Sibynophis triangularis  est une espèce de serpents de la famille des Colubridae.

## Répartition
Cette espèce se rencontre au Cambodge et en Thaïlande.

## Description
L'holotype de Sibynophis triangularis mesure 239 mm, queue non comprise, cette dernière étant en partie mutilée. Cette espèce présente une teinte générale gris brun et une face ventrale blanchâtre. L'arrière de sa tête présente une tache noire triangulaire.

## Étymologie
Son nom d'espèce, du latin triangularis, « qui a trois angles », lui a été donné en référence à la marque présente à l'arrière de sa tête.

## Publication originale
- Taylor, 1965 : The serpents of Thailand and adjacent waters. University of Kansas Science Bulletin, vol. 45, no 9, p. 609-1096 (texte intégral).